# Hyperomyzus hieracii
Hyperomyzus hieracii är en insektsart. Hyperomyzus hieracii ingår i släktet Hyperomyzus och familjen långrörsbladlöss. Inga underarter finns listade i Catalogue of Life.

## Bildgalleri

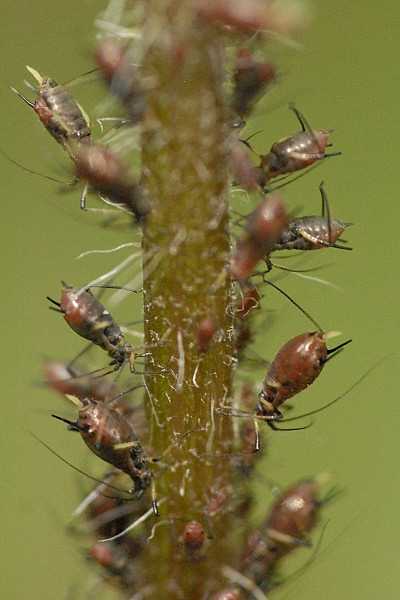